# Sungai Asam (Reteh)
Sungai Asam is een bestuurslaag in het regentschap Indragiri Hilir van de provincie Riau, Indonesië. Sungai Asam telt 1474 inwoners (volkstelling 2010).